# Melanocharacidium
Genre
Melanocharacidium est un genre de poissons d'eau douce téléostéens sud-américains de la famille des Crenuchidae (ordre des Characiformes).

## Liste des espèces
Selon World Register of Marine Species (21 octobre 2023) :
- Melanocharacidium auroradiatum Costa & Vicente, 1994
- Melanocharacidium blennioides (Eigenmann, 1909)
- Melanocharacidium compressum Buckup, 1993
- Melanocharacidium depressum Buckup, 1993
- Melanocharacidium dispilomma Buckup, 1993
- Melanocharacidium melanopteron Buckup, 1993
- Melanocharacidium nigrum Buckup, 1993
- Melanocharacidium pectorale Buckup, 1993
- Melanocharacidium rex (Böhlke, 1958)

## Galerie

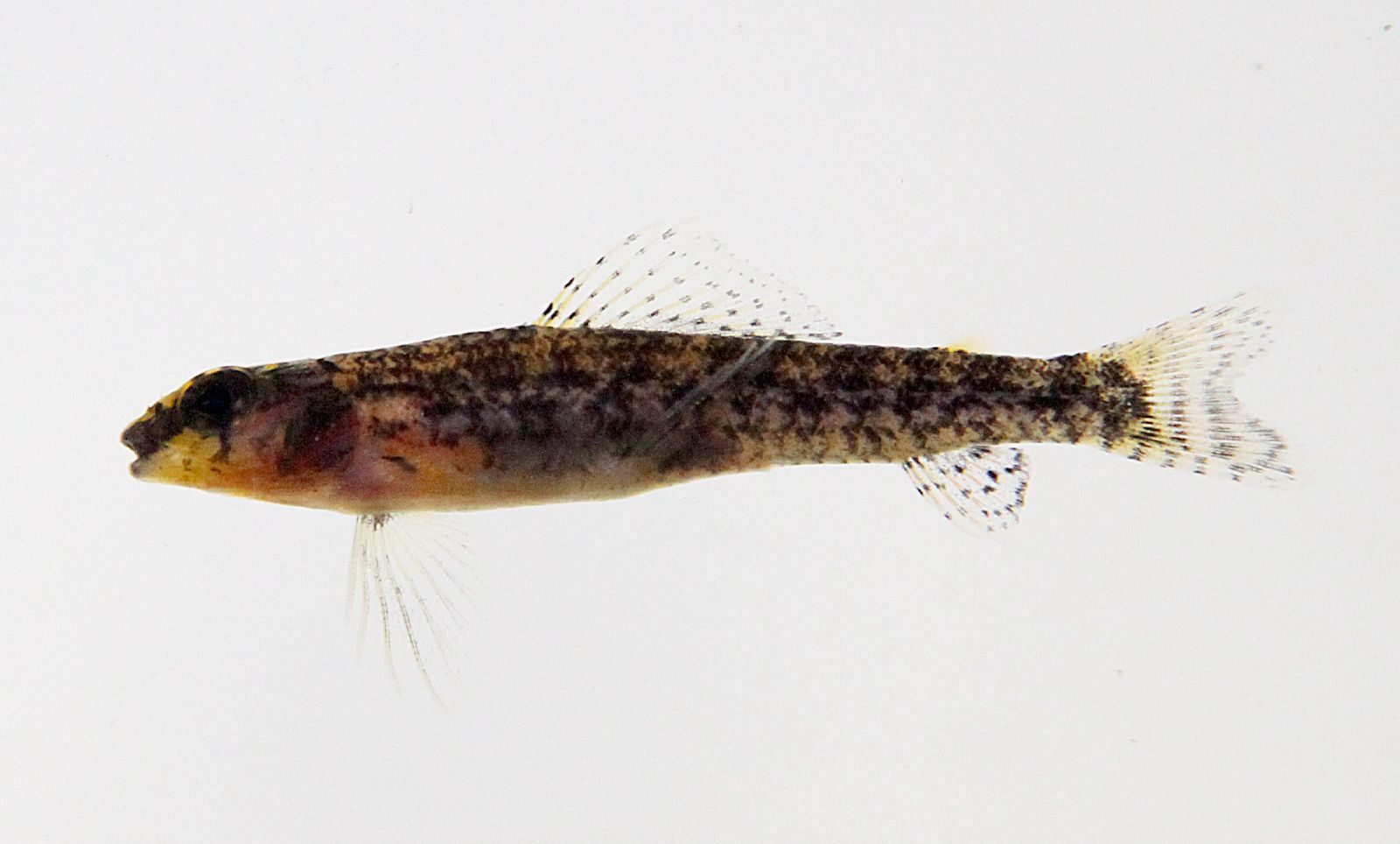
Melanocharacidium sp.
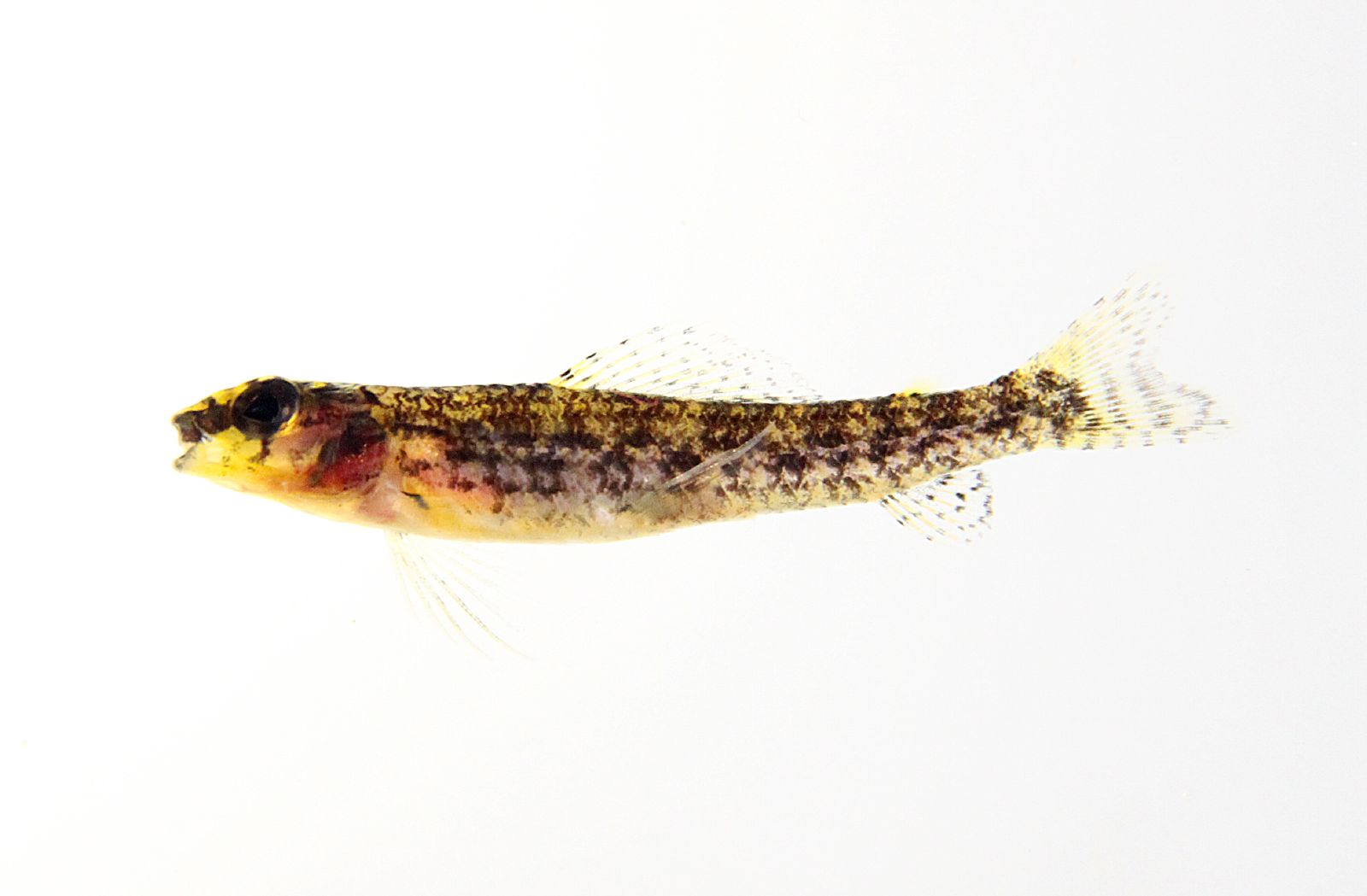
Melanocharacidium sp.

## Systématique
Le nom valide complet (avec auteur) de ce taxon est Melanocharacidium Buckup (d), 1993.

## Étymologie
Le nom générique, Melanocharacidium, est la combinaison du grec ancien μέλας, mélas, « noir », et de Characidium, le genre type de cette sous-famille, et fait référence à la pigmentation sombre de la plupart de ces espèces.

## Publication originale
- (en) Paulo Buckup, « Review of the characidiin fishes (Teleostei: Characiformes), with descriptions of four new genera and ten new species », Ichthyological Exploration of Freshwaters, Verlag Dr. Friedrich Pfeil (d), vol. 4, no 2,‎ juillet 1993, p. 97-154 (ISSN 0936-9902).